# گونار استر
گونار استر (انگلیسی: Gunnar Asther; ۴ مارس ۱۸۹۲ – ۲۸ فوریهٔ ۱۹۷۴) قایقران قایق بادبانی اهل سوئد بود.